# Scambonide

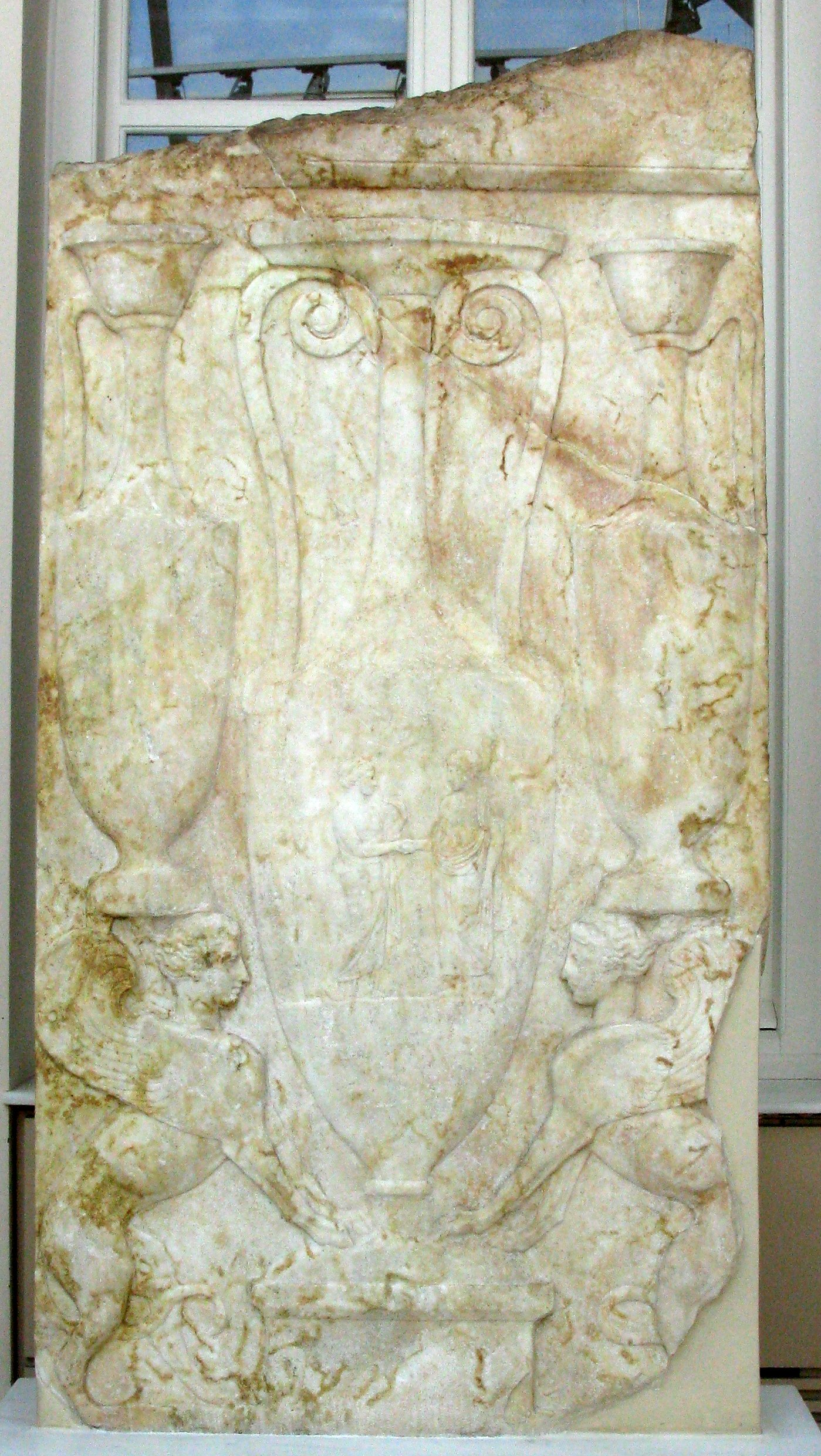
Stèle funéraire d'un citoyen du dème de Skambonidai

Scambonide (en grec ancien Σκαμβωνίδης) est un dème du nord de l’Athènes antique. Callias, archonte éponyme athénien du Ve siècle av. J.-C., Alcibiade et son oncle Axiochos, hommes politiques athéniens, y sont nés. Après l’isonomie, la réforme de Clisthène, Scambonide appartient à la tribu Léontide.